# Port lotniczy Ndżamena
Port lotniczy Ndżamena (IATA: NDJ, ICAO: FTTJ) – międzynarodowy port lotniczy położony w Ndżamenie. Jest największym portem lotniczym w Czadzie.
Lotnisko ma podwójne zastosowanie, obiekty cywilne i wojskowe znajdują się po przeciwnej stronie pasa startowego.
Lotnisko od 1986 roku wykorzystywane jest również przez Francuskie Siły Powietrzne. 

## Linie lotnicze i połączenia
| Linia Lotnicza         | Kierunek                              |
| ---------------------- | ------------------------------------- |
| Air Algerie            | 1. Algier (od 31 marca 2024)          |
| Air Côte d'Ivoire      | 1. Abidżan 2. Douala                  |
| Air France             | 1. Abudża 2. Paryż-Charles de Gaulle  |
| ASKY Airlines          | 1. Abudża 2. Douala 3. Lomé 4. Jaunde |
| Badr Airlines          | 1. Chartum                            |
| Camair-Co              | 1. Douala                             |
| CEIBA Intercontinental | 1. Douala 2. Malabo                   |
| EgyptAir               | 1. Kair                               |
| Ethiopian Airlines     | 1. Addis Abeba                        |
| Sudan Airways          | 1. Chartum 2. Kano                    |
| Tarco Airlines         | 1. Chartum                            |
| Turkish Airlines       | 1. Stambuł 2. Niamey                  |

### Cargo
| Linia Lotnicza | Kierunek                                 |
| -------------- | ---------------------------------------- |
| Cargolux       | 1. Luksemburg                            |
| EgyptAir Cargo | 1. Kair                                  |
| Saudia Cargo   | 1. Dubaj-Al Maktoum 2. Dżudda 3. Szardża |